# Чемпіонат світу з футболу 1970 (кваліфікаційний раунд, КОНКАКАФ)
У рамках відбіркового турніру до чемпіонату світу з футболу 1970 команди конфедерації КОНКАКАФ змагалися за одне місця у фінальній частині чемпіонату світу з футболу 1970. Ще один представник конфедерації, збірна Мексики отримала місце на футбольній першості автоматично як команда-господар.
Заявки на у участь у кваліфікаційного раунді подали 13 збірних. Заявку збірної Куби було відхилено, решта 12 команд розіграли між собою путівку на чемпіонат світу у три раунди:
- Перший раунд: 12 команд-учасниць були розподілені між чотирма групами по три команди в кожній. Кожна команда грала із кожним із суперників по дві гри, одній вдома і одній на виїзді, переможці груп виходили до Півфінального раунду.
- Півфінальний раунд: 4 команди-учасниці були розбиті на дві півфінальні пари, переможці у яких, визначені за результатами двох матчів, по одному вдома і на виїзді, виходили до фінального раунду.
- Фінальний раунд: 2 команди-учасниці проводили між собою два матчі, по одному вдома і на виїзді, переможець за сумою двох ігор кваліфікувався до фінальної частини чемпіонату світу.

При цьому у півфінальному і фінальному раундах для визначення переможця за сумою двох матчів враховувалися лише набрані у них очки, без урахуванні різниці голів. Таким чином для визначення переможця в одній півфінальній парі і у фінальному раунді довелося проводити додаткову гру на нейтральному полі. 
Путівку на чемпіонат світу уперше у своїй історія здобула збірна Сальвадору, яка здолала у додатковому матчі фінального раунду збірну Гаїті завдяки єдиному голу, забитому у додатковий час гри.
Турнірний шлях Сальвадору на стадії півфінального раунду перетнувся зі збірною Гондурасу, що з огляду на напруження, яке існувало у взаємовідносинах двох сусідніх країн, спричиноло ескалацію конфлікту. Після другої гри між командами, що проходила у Сальвадорі, відбулося побиття футболістів і вболівальників гостей, що спричинило масові акції в Гондурасі, де у свою чергу постраждала чисельна трудова діаспора сальвадорців та навіть дипломати із цієї країни. На наступний день після додаткової гри між командами, проведеної на нейтральному полі, 27 червня 1969 року Гондурас розірвав із Сальвадором дипломатичні відносини, а вже наступного місяця конфлікт переріс у короткотривалу повноцінну війну. Враховуючи, що її каталізатором стало протистояння на футбольному полі, вона увійшла до історії як Футбольна війна.

### Перший раунд

#### Група 1
| Місце | Команда            | О | І | В | Н | П | Г+ | Г- | РГ  |
| ----- | ------------------ | - | - | - | - | - | -- | -- | --- |
| 1     | США                | 6 | 4 | 3 | 0 | 1 | 11 | 6  | +5  |
| 2     | Канада             | 5 | 4 | 2 | 1 | 1 | 8  | 3  | +5  |
| 3     | Бермудські Острови | 1 | 4 | 0 | 1 | 3 | 2  | 12 | −10 |

| 6 жовтня 1968 | Канада                                        | 4–0 | Бермудські Острови | Торонто, Канада         |  |
|               | Віг 3' (пен.) Дзанатта 10' Пападакіс 25', 75' |     |                    | Суддя: Сегура (Мексика) |  |
|               |                                               |     |                    |                         |  |

| 13 жовтня 1968 | Канада                                 | 4–2 | США                 | Торонто, Канада                       |  |
|                | Макпейт 40', 68' Паттерсон 79' Віг 89' |     | Рой 38' Штріцль 89' | Суддя: Фігароа (Нідерландські Антили) |  |
|                |                                        |     |                     |                                       |  |

| 20 жовтня 1968 | Бермудські Острови | 0–0 | Канада | Гамільтон, Бермудські острови       |  |
|                |                    |     |        | Суддя: Кецір (Нідерландські Антили) |  |
|                |                    |     |        |                                     |  |

| 26 жовтня 1968 | США          | 1–0 | Канада | Атланта, США                   |  |
|                | Альбрехт 50' |     |        | Суддя: Сото Паріс (Коста-Рика) |  |
|                |              |     |        |                                |  |

| 2 листопада 1968 | США                                         | 6–2 | Бермудські Острови | Канзас-Сіті, США                     |  |
|                  | Міллар 22', 63', ?' Бейкер 25', 56' Рой 60' |     | Тротт 34' Бест 51' | Суддя: Фінгал (Нідерландські Антили) |  |
|                  |                                             |     |                    |                                      |  |

| 11 листопада 1968 | Бермудські Острови | 0–2 | США                  | Гамільтон, Бермудські острови |  |
|                   |                    |     | Сміт 8' (аг) Рой 41' | Суддя: Феліпе (Мексика)       |  |
|                   |                    |     |                      |                               |  |

США вийшли до півфінального раунду.

#### Група 2
| Місце | Команда           | О | І | В | Н | П | Г+ | Г- | РГ |
| ----- | ----------------- | - | - | - | - | - | -- | -- | -- |
| 1     | Гаїті             | 5 | 4 | 2 | 1 | 1 | 9  | 5  | +4 |
| 2     | Гватемала         | 4 | 4 | 1 | 2 | 1 | 5  | 3  | +2 |
| 3     | Тринідад і Тобаго | 3 | 4 | 1 | 1 | 2 | 4  | 10 | −6 |

| 17 листопада 1968 | Гватемала                                             | 4–0 | Тринідад і Тобаго | Гватемала, Гватемала             |  |
|                   | Стокс 30' Мюррен 66' (аг) Бастід 78' (аг) Мельгар 88' |     |                   | Суддя: Арая Муньйос (Коста-Рика) |  |
|                   |                                                       |     |                   |                                  |  |

| 20 листопада 1968 | Гватемала | 0–0 | Тринідад і Тобаго | Гватемала, Гватемала              |  |
|                   |           |     |                   | Суддя: Осоріо Кастільйо (Мексика) |  |
|                   |           |     |                   |                                   |  |

| 23 листопада 1968 | Гаїті                                  | 4–0 | Тринідад і Тобаго | Порт-о-Пренс, Гаїті        |  |
|                   | Сан-Віль 39', 52' Обас 57' Франсуа 86' |     |                   | Суддя: Гамбоа (Коста-Рика) |  |
|                   |                                        |     |                   |                            |  |

| 25 листопада 1968 | Гаїті              | 2–4 | Тринідад і Тобаго | Порт-о-Пренс, Гаїті       |  |
|                   | Гійом 23' Ворб 52' |     | Арчибальд         | Суддя: Арчундія (Мексика) |  |
|                   |                    |     |                   |                           |  |

| 8 грудня 1968 | Гаїті           | 2–0 | Гватемала | Порт-о-Пренс, Гаїті        |  |
|               | Гійом Сен-Сурен |     |           | Суддя: Моліна (Коста-Рика) |  |
|               |                 |     |           |                            |  |

| 23 лютого 1969 | Гватемала | 1–1 | Гаїті | Гватемала, Гватемала   |  |
|                | Гонсалес  |     | Обас  | Суддя: Чаплін (Ямайка) |  |
|                |           |     |       |                        |  |

Гаїті вийшла до півфінального раунду.

#### Група 3
| Місце | Команда    | О | І | В | Н | П | Г+ | Г- | РГ |
| ----- | ---------- | - | - | - | - | - | -- | -- | -- |
| 1     | Гондурас   | 7 | 4 | 3 | 1 | 0 | 7  | 2  | +5 |
| 2     | Коста-Рика | 5 | 4 | 2 | 1 | 1 | 7  | 3  | +4 |
| 3     | Ямайка     | 0 | 4 | 0 | 0 | 4 | 2  | 11 | −9 |

| 27 листопада 1968 | Коста-Рика                      | 3–0 | Ямайка | Сан-Хосе, Коста-Рика      |  |
|                   | Ернандес 78' Вонс 88' Саенс 89' |     |        | Суддя: Де Ока (Гватемала) |  |
|                   |                                 |     |        |                           |  |

| 1 грудня 1968 | Коста-Рика           | 3–1 | Ямайка | Сан-Хосе, Коста-Рика      |  |
|               | Чаваррія Вега Нуньєс |     | Данклі | Суддя: Арчундія (Мексика) |  |
|               |                      |     |        |                           |  |

| 5 грудня 1968 | Гондурас                      | 3–1 | Ямайка   | Тегусігальпа, Гондурас |  |
|               | Уркія 18' Росалес 41' Дік 56' |     | Велш 89' | Суддя: Кінг (США)      |  |
|               |                               |     |          |                        |  |

| 8 грудня 1968 | Гондурас              | 2–0 | Ямайка | Тегусігальпа, Гондурас |  |
|               | Мендоса 42' Мехія 73' |     |        | Суддя: Лі' (Канада)    |  |
|               |                       |     |        |                        |  |

| 22 грудня 1968 | Гондурас  | 1–0 | Коста-Рика | Тегусігальпа, Гондурас |  |
|                | Гомес 32' |     |            | Суддя: Вуерц (США)     |  |
|                |           |     |            |                        |  |

| 29 грудня 1968 | Коста-Рика   | 1–1 | Гондурас           | Сан-Хосе, Коста-Рика                  |  |
|                | Чаваррія 40' |     | Росалес 25' (пен.) | Суддя: Камбербетч (Тринідад і Тобаго) |  |
|                |              |     |                    |                                       |  |

Гондурас вийшов до півфінального раунду.

#### Група 4
| Місце | Команда                          | О | І | В | Н | П | Г+ | Г- | РГ |
| ----- | -------------------------------- | - | - | - | - | - | -- | -- | -- |
| 1     | Сальвадор                        | 6 | 4 | 3 | 0 | 1 | 10 | 5  | +5 |
| 2     | Нідерландська Гвіана             | 4 | 4 | 2 | 0 | 2 | 10 | 9  | +1 |
| 3     | Нідерландські Антильські острови | 2 | 4 | 1 | 0 | 3 | 3  | 9  | −6 |

| 24 листопада 1968 | Нідерландська Гвіана       | 6–0 | Нідерландські Антильські острови | Парамарибо, Нідерландська Гвіана |  |
|                   | Корте Скоонговен Ваненбург |     |                                  | Суддя: Кінг (США)                |  |
|                   |                            |     |                                  |                                  |  |

| 1 грудня 1968 | Сальвадор                                                 | 6–0 | Нідерландська Гвіана | Сан-Сальвадор, Сальвадор              |  |
|               | Естрада 23', 84' Асукар 56', 88' Барраса 87' Мартінес 90' |     |                      | Суддя: Де Гурвіль (Тринідад і Тобаго) |  |
|               |                                                           |     |                      |                                       |  |

| 5 грудня 1968 | Нідерландські Антильські острови | 2–0 | Нідерландська Гвіана | Ораньєстад, Нідерландські Антильські острови |  |
|               | Брокке А. Мартіна                |     |                      | Суддя: Кінг (Канада)                         |  |
|               |                                  |     |                      |                                              |  |

| 12 грудня 1968 | Сальвадор      | 1–0 | Нідерландські Антильські острови | Сан-Сальвадор, Сальвадор   |  |
|                | Кінтанілья 28' |     |                                  | Суддя: Ді Сальваторе (США) |  |
|                |                |     |                                  |                            |  |

| 15 грудня 1968 | Сальвадор                | 2–1 | Нідерландські Антильські острови | Сан-Сальвадор, Сальвадор              |  |
|                | Мартінес 58' Барраса 83' |     | Е. Мартіна                       | Суддя: Де Гурвіль (Тринідад і Тобаго) |  |
|                |                          |     |                                  |                                       |  |

| 22 грудня 1968 | Нідерландська Гвіана | 4–1 | Сальвадор | Парамарибо, Нідерландська Гвіана  |  |
|                | Лагадо Остгуйзен Шал |     | Гонсалес  | Суддя: Даунер (Тринідад і Тобаго) |  |
|                |                      |     |           |                                   |  |

Сальвадор вийшов до півфінального раунду.

### Півфінальний раунд

#### Група 1
| Місце | Команда | О | І | В | Н | П | Г+ | Г- | РГ |
| ----- | ------- | - | - | - | - | - | -- | -- | -- |
| 1     | Гаїті   | 4 | 2 | 2 | 0 | 0 | 3  | 0  | +3 |
| 2     | США     | 0 | 2 | 0 | 0 | 2 | 0  | 3  | −3 |

| 20 квітня 1969 | Гаїті                | 2–0 | США | Порт-о-Пренс, Гаїті     |  |
|                | Обас 8' Сан-Віль 54' |     |     | Суддя: Сегура (Мексика) |  |
|                |                      |     |     |                         |  |

| 11 травня 1969 | США | 0–1 | Гаїті        | Сан-Дієго, США                      |  |
|                |     |     | Сан-Віль 43' | Суддя: Данстен (Бермудські острови) |  |
|                |     |     |              |                                     |  |

Гаїті пройшла до фінального раунду.

#### Група 2
| Місце | Команда   | О | І | В | Н | П | Г+ | Г- | РГ |
| ----- | --------- | - | - | - | - | - | -- | -- | -- |
| 1=    | Сальвадор | 2 | 2 | 1 | 0 | 1 | 3  | 1  | +2 |
| 1=    | Гондурас  | 2 | 2 | 1 | 0 | 1 | 1  | 3  | −2 |

| 8 червня 1969 | Гондурас  | 1–0 | Сальвадор | Тегусігальпа, Гондурас   |  |
|               | Веллс 89' |     |           | Суддя: Ямасакі (Мексика) |  |
|               |           |     |           |                          |  |

| 15 червня 1969 | Сальвадор                            | 3–0 | Гондурас | Сан-Сальвадор, Сальвадор                  |  |
|                | Мартінес 27' (пен.), 41' Асеведо 29' |     |          | Суддя: Ван Росберг (Нідерландські Антили) |  |
|                |                                      |     |          |                                           |  |

Сальвадор і Гондурас виграли свої домашні ігри, набравши однакову кількість очок, тож було призначено додаткову гру на нейтральному полі для визначення учасника фінального раунду.
| 26 червня 1969 | Сальвадор                        | 3–2 | Гондурас              | Мехіко, Мексика                         |  |
|                | Мартінес 8', 28' Кінтанілья 101' |     | Кардона 19' Гомес 50' | Суддя: Абель Агілар Елісальде (Мексика) |  |
|                |                                  |     |                       |                                         |  |

Сальвадор пройшла до фінального раунду.

### Фінальний раунд
| Місце | Команда   | О | І | В | Н | П | Г+ | Г- | РГ |
| ----- | --------- | - | - | - | - | - | -- | -- | -- |
| 1=    | Гаїті     | 2 | 2 | 1 | 0 | 1 | 4  | 2  | +2 |
| 1=    | Сальвадор | 2 | 2 | 1 | 0 | 1 | 2  | 4  | −2 |

| 21 вересня 1969 | Гаїті   | 1–2 | Сальвадор        | Порт-о-Пренс, Гаїті      |  |
|                 | Франсуа |     | Асеведо Родрігес | Суддя: Ямасакі (Мексика) |  |
|                 |         |     |                  |                          |  |

| 28 вересня 1969 | Сальвадор | 0–3 | Гаїті                               | Сан-Сальвадор, Сальвадор   |  |
|                 |           |     | Дезір 20' Франсуа 40' Бартелемі 44' | Суддя: Елісальде (Мексика) |  |
|                 |           |     |                                     |                            |  |

Сальвадор і Гаїті виграли гостьові ігри, набравши однакову кількість очок, тож було призначено додаткову гру на нейтральному полі для визначення переможця кваліфікаційного раунду і, відповідно, учасника фінальної частини чемпіонату світу.
| 8 жовтня 1969 | Сальвадор     | 1–0 (д.ч.) | Гаїті | Кінгстон, Ямайка                    |  |
|               | Мартінес 104' |            |       | Суддя: Данстен (Бермудські острови) |  |
|               |               |            |       |                                     |  |

Сальвадор вийшов до фінальної частини чемпіонату світу.

## Бомбардири
7 голів
- Хуан Рамон Мартінес

4 голи
- Гі Сан-Віль
- Воррен Арчибальд

3 голи
| - Гі Франсуа - Жозеф Обас | - Пітер Міллар | - Віллі Рой |

2 голи
| - Ральф Макпейт - Нік Пападакіс - Тібор Віг - Едуардо Чаваррія - Ельмер Асеведо - Віктор Мануель Асукар | - Хуан Франсіско Барраса - Хоель Естрада - Хосе Кінтанілья - Гюг Гійом - Рігоберто Гомес - Дональдо Росалес | - Пауль Рубен Корте - Жуль Лагадо - Рууд Скоонговен - Рой Ваненбург - Джеррі Бейкер |

1 гол
| - Клайд Бест - Вінстон Тротт - Норман Паттерсон - Серджо Дзанатта - Леонель Ернандес - Едгар Нуньєс - Рой Саенс - Волфорд Вонс - Маріо Вега - Маурісіо Ернесто Гонсалес - Маурісіо Алонсо Родрігес | - Едгар Гонсалес - Нельсон Мельгар - Девід Стокс - Клод Бартелемі - Жан-Клод Дезір - Рейнольд Сен-Сурен - Філіп Ворб - Хосе Кардона - Рафаель Дік - Рейнальдо Мехія - Марко Антоніо Мендоса | - Хосе Уркія - Леонард Веллс - Ласеллес Данклі - Еван Велш - Воутер Брокке - Антоніо Мартіна - Ельсіо Мартіна - Стюарт Остгуйзен - Едвін Шал - Дітріх Альбрехт - Зігфрід Штріцль |

1 автогол
| - Рудольф Сміт (у грі проти США) | - Тайрон де ла Бастід (у грі проти Гватемали) | - Селвін Мюррен (у грі проти Гватемали) |